# 羅斯福遊戲
《羅斯福遊戲》，為日本TBS電視台自2014年4月27日起至6月止播出的週日晚間九點檔（周日劇場），改編自池井戶潤同名小說《羅斯福遊戲》。由唐澤壽明領銜主演。

## 概要
標題宣傳是「被得分，就用得分奪回來，8比7是比賽最有趣的時候」。這是美國第32屆總統小羅斯福在1937年1月於紐約時報上因無法出席棒球記者協會而寫的一封信最後寫的一句話。
小說的緣起是，2008年9月因金融風暴，造成全世界進入黑暗的不景氣時期，成為作者執筆的起點。受到Major League這部電影的影響，因此也採取企業球隊的社會人棒球作為另外一條支線。因此本故事有著企業經營者與社員、棒球隊經營者與球員之間的複數觀點。

## 劇情
電子公司「青島製作所」經營顧問细川充以嶄新思維讓公司業績開出長紅，被創辦人青島毅提拔為社長。然而接手後卻碰到經濟不景氣，往來企業惡意抽單且拒絕融資，公司經營陷入困境；熱愛棒球的創辦人一手建立的棒球隊也因成績不佳，面臨裁撤的命運…
公司瀕臨倒閉，球隊可能解散。為了拯救公司，社長细川必須大刀闊斧的裁員，解散棒球社；為了守護球隊，棒球部長三上誓言要讓球隊在接下來的比賽贏得勝利，讓球隊繼續生存下去。一場攸關公司及球隊存亡關鍵的逆轉之戰就此展開…

## 登场角色

### 主要人物
細川充
演員：唐澤壽明（香港配音：潘文柏）
青島製作所社長。原經營顧問，因會長提拔擔任營業部長一職，後力推相機作為公司主力商品，適大獲成功，而成為社長。
笹井小太郎
演員：江口洋介（香港配音：陳欣）
専務。
仲本有纱
演員：檀麗（香港配音：陸惠玲）
秘書課社長秘書。
三上文夫
演員：石丸幹二（香港配音：招世亮）
總務部長兼棒球部長。
坂東昌彥
演員：立川談春（香港配音：葉振聲）
五輪（Itsuwa）電器社長。
青島毅
演員：山崎努（香港配音：盧國權）
創業者。會長。

### 青島製作所
朝比奈誠
演員：六角精兒（香港配音：陳永信）
製造部長。
豐岡太一
演員：兒嶋一哉（香港配音：劉奕希）
營業部長。
神山謙一
演員：山本亨（香港配音：馮志輝）
開發部長。
中川篤
演員：小須田康人（香港配音：張錦江）
會計部長。

#### 青島製作所棒球部
大道雅臣
演員：手塚徹（香港配音：馮錦堂）
棒球部監督。
古賀哲
演員：高橋和也（香港配音：陳卓智）
棒球部經理。
沖原和也
演員：工藤阿須加（香港配音：黃積權）
製造部配送臨時員工→總務部員工。
曾在高中時期參加棒球社，但疑似因球隊暴力而退出。首次登場時球速竟達到153公里（約95英哩），震驚全場。
北大路犬彥
演員：和田正人（香港配音：周良鴻）
棒球部員。
井坂耕作
演員：須田邦裕（香港配音：關令翹）
主將。捕手。
猿田洋之助
演員：佐藤祐基（香港配音：陳灝瑋）
投手。
萬田智彦
演員：馬場徹（香港配音：曹啟謙）
投手。
松崎
演員：大橋一三（香港配音：黃子敬）
教練。
鷺宮徹
演員：小橋正佳
左外野手。
古城修一
演員：片山享（香港配音：胡家豪）
捕手。
荒井亮太
演員：岩間天嗣
左外野手。
倉橋一平
演員：北代高士
投手。
圓藤大介
演員：檜尾健太
一壘手。
二階堂祐樹
演員：高良亘
游擊手。
須崎隆行
演員：木更津與兵衛
三壘手。
水木萬作
演員：久保孝真
捕手。
仁科京介
演員：足木俊介
中外野手。
島野久義
演員：大内田悠平
二壘手。

#### 其他員工
山崎美里
演員：廣瀨愛麗絲 ( 香港配音 : 黃昕瑜)
製造部配送員工。對沖原有好感。
長門一行
演員：槙田雄司（香港配音：蕭徽勇）
製造部配送課長。
橋爪佐代
演員：山野海（香港配音：林丹鳳）
負責棒球部食堂的阿姨。

### 五輪電器
花房志穂
演員：平井理央（香港配音：詹健兒）
秘書課社長秘書。

#### 五輪電器棒球部
村野三郎
演員：森脇健兒（香港配音：朱子聰）
監督。前青島棒球部監督。
飯島健太
演員：林剛史
前青島棒球部王牌投手。
新田達彥
演員：松藤和成（香港配音：張方正）
前青島棒球部左外野手，第四棒打者。
如月一磨
演員：鈴木伸之（香港配音：鍾見麟）
王牌投手。

### 白水銀行
磯部分店長
演員：峰龍太（香港配音：黃子敬）
白水銀行分店長。

### 其他
諸田清文
演員：香川照之（香港配音：李錦綸）
大型企業公司「Japanix」社長。
尾藤辰五郎
演員：坂東三津五郎（香港配音：林國雄）
東洋照相機社長。

### 客串
出場次數多於一集的角色會在中標明集數。

#### 第1集
林田喜久雄
演員：宮川一朗太（香港配音：陳廷軒）
西東京分行融資課課長。
水上
演員：戶田昌宏（香港配音：巫哲棋）
「Japanix」公司採購部部長。
田川
演員：山本圭祐（香港配音：劉昭文）
中西
演員：青木健（第2集）
以上兩人是沖原的前輩。
葉山修平
演員：八幡朋昭（香港配音：麥皓豐）
帝都銀行本店融資本部融資課課長。

#### 第2集
西藤信也
演員：高橋洋（第6集）（香港配音：蘇強文）
「月刊棒球」編輯部記者。
竹本
演員：有園芳記（香港配音：朱子聰）
製造部配送管理人員。沖原的直屬上司。
速水誠
演員：木本武宏（第3集）（香港配音：劉昭文）
青島製作所法律顧問。

#### 第3集
國鱒崇史
演員：螢雪次朗（香港配音：黃子敬）
「Japanix」公司法律顧問。
三雲
演員：丸一太（香港配音：朱子聰）
青島製作所棒球部的醫師。
上田正智
演員：森本毅郎（香港配音：林國雄）
日本經濟團體聯合會副會長。

#### 第4集
住吉准一郎
演員：信太昌之（香港配音：林保全）
五輪電器經理部部長。

#### 第5集
大槻真之
演員：山田純大（第6－7、9集）（香港配音：陳廷軒→蘇強文）
東洋照相機採購部部長。

#### 第6集
澤木英夫
演員：駿河太郎（香港配音：李凱傑）
青島製作所技術開發部前研究員。
佐佐木
演員：榊英雄（香港配音：麥皓豐）
「週刊綠寶石（Emerald）」記者。
矢野真一
演員：大西武志（第8-9集）（香港配音：朱子聰）
五輪電器技術開發部部長。
北浦俊哉
演員：德秀樹（香港配音：李鎮然）
人才派遣公司「Next Career Consulting」的員工。
鹿取義隆
演員：本人飾演（日本國家棒球隊）
日本棒球代表隊技術總監。

#### 第7集
竹原研吾
演員：北村有起哉（第8集）（香港配音：黃啟昌）
持有10%青島製作所股份的股東。
城戶志眞
演員：翁倩玉（第8－9集）（粵語配音：沈小蘭）
木戶不動產公司社長。持有30%青島製作所股份。

## 工作人員
- 原作：池井戶潤《羅斯福遊戲》（講談社刊）
- 編劇：八津弘幸、山浦雅大、西井史子
- 音樂：服部隆之
- 導演：福澤克雄、棚澤孝義、田中健太
- 旁白：山根基世／香港：許盈
- 編劇協力：山浦雅大、西井史子
- 助導：青山貴洋
- 標題：井田久美子
- 棒球協力：小林揚典、井手久純
- 稅務顧問：坂本剛
- 製作人：伊與田英德、川嶋龍太郎
- 製作出品：TBS

## 播出日期
| 各集  | 播出日期 | 副標題 | 脚本              | 導演              | 視聴率 | 備考                       |
| ----- | -------- | ------ | ----------------- | ----------------- | ------ | -------------------------- |
| 第1話 | 4月27日  |        | 八津弘幸          | 福澤克雄          | 14.1%  | 延長25分 （22:00 - 22:19） |
| 第2話 | 5月4日   |        | 八津弘幸 山浦雅大 | 福澤克雄          | 11.8%  |                            |
| 第3話 | 5月11日  |        | 八津弘幸 山浦雅大 | 田中健太          | 13.7%  | 延長10分 （21:00 - 22:04） |
| 第4話 | 5月18日  |        | 八津弘幸 西井史子 | 棚澤孝義          | 13.8%  |                            |
| 第5話 | 5月25日  |        | 八津弘幸 山浦雅大 | 田中健太          | 16.0%  |                            |
| 第6話 | 6月1日   |        | 八津弘幸 西井史子 | 棚澤孝義          | 14.8%  |                            |
| 第7話 | 6月8日   |        | 八津弘幸 山浦雅大 | 田中健太          | 14.5%  |                            |
| 第8話 | 6月15日  |        | 八津弘幸 山浦雅大 | 田中健太 福澤克雄 | 14.1%  | 延長10分 （21:00 - 22:04） |
| 第9話 | 6月22日  |        | 八津弘幸          | 福澤克雄          | 17.6%  | 延長10分 （21:00 - 22:04） |

## 腳註
1. ↑  .   [2014-08-06]. （原始内容存档于2017-08-29）.
2. ↑  全放送回と平均の出典。ルーズヴェルト・ゲーム 的存檔，存档日期2014-04-07.、2014年4月xx日参照。
3. ↑  スポーツニッポン （页面存档备份，存于）、2014年4月28日閲覧。
4. ↑  日刊スポーツ （页面存档备份，存于）、2014年5月7日閲覧。
5. ↑  日刊スポーツ （页面存档备份，存于）、2014年5月12日閲覧。
6. ↑  . スポニチアネックス.   [2014-05-26]. （原始内容存档于2014-05-26）.
7. ↑  . まんたんウェブ.   [2014-05-26]. （原始内容存档于2016-03-04）.
8. ↑  坂本太郎. . THE REAL LIVE WEB. 2014-06-03  [2014-06-04]. （原始内容存档于2014-06-07）.

## 外部連結
- －TBS官方網站 （页面存档备份，存于）（日語）
- 的X（前Twitter）（日語）
- 緯來日本台官方網站 （页面存档备份，存于）

## 節目的變遷
| 日本 TBS 周日劇場（） 星期日 21:00     | 日本 TBS 周日劇場（） 星期日 21:00     | 日本 TBS 周日劇場（） 星期日 21:00 |
| -------------------------------------- | -------------------------------------- | ---------------------------------- |
|                                        | 羅斯遊戲 （2014.04.27 - 2014.06.22）   |                                    |
| S-終極警官 （2014.01.12 - 2014.03.16） | 父親的背影 （2014.07.13 - 2014.09.14） |                                    |

| 香港 無綫網絡電視 另類劇場 星期六 23:00 - 00:00 5月17日 23:00 - 00:30 | 香港 無綫網絡電視 另類劇場 星期六 23:00 - 00:00 5月17日 23:00 - 00:30 | 香港 無綫網絡電視 另類劇場 星期六 23:00 - 00:00 5月17日 23:00 - 00:30 |
| --------------------------------------------------------------------- | --------------------------------------------------------------------- | --------------------------------------------------------------------- |
|                                                                       | 羅斯遊戲 （2014.05.17 - 2014.07.12）                                  |                                                                       |
| （2014.03.30 - 2014.05.10）                                           | （2014.07.19 - 2014.08.16）                                           |                                                                       |

| 臺灣 緯來日本台 週一至週五 22:00 - 00:00 | 臺灣 緯來日本台 週一至週五 22:00 - 00:00 | 臺灣 緯來日本台 週一至週五 22:00 - 00:00 |
| ---------------------------------------- | ---------------------------------------- | ---------------------------------------- |
|                                          | 逆轉戰 （2014.08.20 - 2014.08.29）       |                                          |
| 家族遊戲 （2014.08.06 - 2014.08.19）     | 領導者們 （2014.09.01 - 2014.09.02）     |                                          |